# Andreas Eckhardt
Andreas Eckhardt (* 1943 in Marienberg) ist ein deutscher Musikwissenschaftler und Kulturmanager.

## Biografie
Eckhardt studierte nach dem Abitur am Gymnasium in Alfeld (Leine) von 1964 bis 1968 Schulmusik, Geschichte, Musikwissenschaft und Pädagogik an den Universitäten Mainz und Wien. 1968 legte er das Erste Staatsexamen für das Lehramt an höheren Schulen in den Fächern Musik und Geschichte ab. 1970 erfolgte die zweite Staatsprüfung, 1977 die Promotion zum Dr. phil. (Musikwissenschaft).
Nach seiner Tätigkeit als Studienassessor am Frauenlob-Gymnasium in Mainz wirkte Eckhardt ab 1971 in leitender Position im Musikverlag B. Schott’s Söhne und zugleich als Bundesgeschäftsführer des Verbandes Deutscher Schulmusikerzieher.
Von 1980 bis 1998 war er Generalsekretär des Deutschen Musikrates in Bonn und in verschiedenen Funktionen im Internationalen Musikrat (UNESCO) und Europäischen Musikrat tätig. Von 1998 bis zum Eintritt in den Ruhestand 2009 bekleidete er die Position des Direktors des Beethoven-Hauses Bonn. Von 1988 bis 2005 war Eckhardt Dozent und Professor im Studiengang Kultur- und Medienmanagement an der Hochschule für Musik und Theater Hamburg. Er ist verheiratet und hat zwei Söhne.

### Ehrenämter
- Er gehört der Fondation Hindemith mit Sitz in Blonay (Schweiz) seit 1988 an, war deren Präsident von 1999 bis 2022 und ist seit 2023 Ehrenmitglied.[1]
- Von 2008 bis 2021 wirkte er als Fachkurator für Musik in der Jürgen Ponto-Stiftung.[2] Darüber hinaus arbeitet er in zahlreichen Beiräten, Kuratorien und Jurys bei Kulturstiftungen, Musik-Wettbewerben und Vereinigungen mit.

## Ehrungen
- 1998 wurde er von Bundespräsident Roman Herzog mit dem Verdienstkreuz 1. Klasse des Verdienstordens der Bundesrepublik Deutschland ausgezeichnet.
- Der Deutsche Musikrat ernannte ihn 2005 zum Ehrenmitglied.[3]

## Veröffentlichungen (Auswahl)
- Männerchor: Organisation und Chorliteratur nach 1945, Mainz 1977
- als Hrsg. (mit Richard Jakoby und Eckart Rohlfs): Musik-Almanach – Musikleben in der Bundesrepublik Deutschland, sechs Ausgaben 1986 – 2004, Kassel/Regensburg 1986 ff.
- als Schriftleiter (mit Richard Jakoby): Musikforum – Referate und Informationen des Deutschen Musikrates, Nr. 68 (1988) – Nr. 89 (1998), Mainz 1988 ff.
- Die Kulturpolitische Dimension in der Europäischen Union. In: Musikforum, Heft 79, Mainz 1993, S. 15–25
- als Hrsg. (mit Herbert Sass): 40 Jahre Deutscher Musikrat – Auftrag und Verwirklichung, Regensburg 1993
- Kulturverbände und -organisationen. In: Kulturmanagement – Theorie und Praxis einer professionellen Kunst, hrsg. von Hermann Rauhe und Christine Demmer, Berlin 1994, S. 331–341
- Das Beethoven-Haus in Bonn: Ein verpflichtendes Erbe. In: Bonner Universitätsblätter 2002, S. 3–20
- The/Das/La Beethoven-Haus Bonn (deutsch/frz./engl.), Bonn 2008
- Paul Hindemith in Frankfurt. In: Hindemith-Forum Nr. 23, Frankfurt/M. 2011, S. 5–14